# Caroline Kennedy
Caroline Bouvier Kennedy (sinh ngày 27 tháng 11 năm 1957) là một nữ sĩ, luật sư người Mỹ. Bà từng đảm nhận chức vụ Đại sứ Hoa Kỳ tại Nhật Bản (2013-2017) và hiện đang là Đại sứ Hoa Kỳ tại Australia từ năm 2022. Bà cũng được biết đến là thành viên của Gia tộc Kennedy, và là đứa con còn sống duy nhất của Tổng thống thứ 35 của Hoa Kỳ John F. Kennedy và đệ nhất phu nhân Jacqueline Bouvier Kennedy sau khi em trai của bà, John Fitzgerald Kennedy, Jr. đã không may qua đời trong một vụ tai nạn máy bay vào năm 1999.
Khi cha của bà trở thành tổng thống Mỹ thì bà chưa đầy bốn tuổi. Sau khi cha bà bị ám sát vào tháng 10 năm 1963, bà cùng với mẹ và em trai định cư tại Upper East Side của Manhattan. Sau khi tốt nghiệp Đại học Radcliffe và làm việc tại Bảo tàng Nghệ thuật Metropolitan, New York, bà gặp và kết hôn với nhà thiết kế Edwin Schlossberg. Bà tiếp tục nhận được bằng tiến sĩ luật (Juris Doctor) từ Trường Luật Columbia. Hầu hết thời gian hoạt động chuyên nghiệp của Caroline là về luật và chính trị, bao gồm cả cải cách giáo dục và công tác từ thiện. Bà cũng là đồng tác giả của hai cuốn về tự do dân sự cùng với Ellen Alderman.
Trong cuộc bầu cử tổng thống năm 2008, Caroline Kennedy là người ủng hộ nhiệt liệt ứng cử viên đảng Dân chủ Barack Obama trong cuộc bầu cử sơ bộ, bà đã vận động tranh cử cho cho ông ấy ở các bang Orlando, Indiana và Ohio. Sau khi đắc cử, Obama bổ nhiệm thượng nghị sĩ Hillary Clinton làm ngoại trưởng, Caroline lúc này đã tranh cử vào chiếc ghế thượng viện của tiểu bang New York còn trống do Clinton để lại, nhưng sau đó rút lui vì lý do cá nhân. Giữa năm 2013 bà được tổng thống Obama bổ nhiệm làm Đại sứ Hoa Kỳ tại Nhật Bản và giữ chức vụ này cho đến năm 2017.